# Jana Černá
Jana Černá, née à Prague en 1928 et morte en 1981 est une écrivaine et poétesse tchèque.

## Biographie
Née Jana Krejcarová, dite Honza, elle est une figure des milieux underground tchèques des années 1960.
Elle est la fille de la journaliste et écrivaine Milena Jesenská (1896-1944) et de l'architecte Jaromír Krejcar (1895-1950).
Sa mère, féministe, communiste, résistante, écrivaine, destinataire des plus belles lettres de Franz Kafka dont elle est la traductrice, est arrêtée en 1939 et déportée à Ravensbrück où elle décède en 1944.
Jana est prise en charge à l'âge de 11 ans par son grand père Jan Jesensky, qui décède en 1947.
Elle consacre un ouvrage à sa mère disparue dans une biographie intitulée : Vie de Milena : de Prague à Vienne.
Sa relation avec Egon Bondy, philosophe praguois, donne lieu à son livre le plus célèbre Pas dans le cul aujourd'hui,.
Elle se marie 4 fois et a 5 enfants. Elle décède à l'âge de 52 ans dans un accident de voiture.

## Publications (en français)
- Vie de Milena : de Prague à Vienne, traduit du tchèque par Barbora Faure, Editions La Contre Allée, 256 p., 2014[9].
- Pas dans le cul aujourd’hui, traduit du tchèque par Barbora Faure, Editions La Contre Allée, 96 p., 2014[10].